# Степанян, Мариам
Мариам Степанян (арм. Մարիամ Ստեփանյան; род. 22 сентября 1989, Ереван) — армянская футболистка, тренер и рефери. Наиболее известна по выступлениям за ФК «Бананц» и «Ереван», в составе которых по два раза становилась чемпионом Армении, а также за национальную сборную страны.
Окончила Армянский государственный институт физической культуры.
В 2016 году она получила тренерскую лицензию УЕФА B. Работала помощником Лианы Айрапетян в «Ереване». В 2017 и 2018 годах стажировалась в польских футбольных клубах. Является главным тренером сборной Армении (девушки до 17 лет).
C 2014 года имеет категорию арбитра ФИФА. Её первый международный матч между молодёжными сборными Норвегии и Польши (3:0) состоялся 13 сентября того же года в Албании. Степанян ассистировала главному арбитру Кнарик Григорян.